# 萬富站
萬富站（日语：／ Mantomi eki */?）是位於岡山縣岡山市東區瀨戶町萬富，屬於西日本旅客鐵道（JR西日本）山陽本線的車站。

## 概要
在2007年（平成19年）6月30日前，特急「八雲」會以不載客列車前往此站進行折返，這是由於當時岡山站進行站內改善工程，在工程完成為便使用岡山站的引上線進行折返。
曾經此站為廣島地區快速「城市快車」最東邊的終點站（但只有下行1班）。但是，於2009年（平成21年）3月的修正中，該列車於糸崎站分斷兩系統，使「城市快車」不會駛入岡山站以東區間。
在1990年（平成2年）3月10日至1991年（平成3年）3月15日約1年之間，曾設有1班從此站出發的普通列車經吳線前往廣島。

## 歷史
- 1897年（明治30年）12月26日 - 山陽鐵道和氣站至瀨戶站之間新設此站。為旅客、貨運車站。
  - 當時車站位於岡山縣磐梨郡太田村萬富。
- 1900年（明治33年）4月1日 - 隨著赤磐郡成立，此站位於岡山縣赤磐郡太田村萬富。
- 1906年（明治39年）12月1日 - 山陽鐵道國有化（日语：鉄道国有法），成為官設鐵道車站。
- 1909年（明治42年）10月12日 - 制定路線名稱。成為山陽本線車站。
- 1932年（昭和7年）4月1日 - 隨著萬富村成立，此站位於岡山縣赤磐郡萬富村萬富。
- 1951年（昭和26年）4月1日 - 萬富村實施町制，成為萬富町，此站位於岡山縣赤磐郡萬富町萬富。
- 1955年（昭和30年）2月1日 - 隨著瀨戶町（日语：瀬戸地域）（第二次）成立，此站位於岡山縣赤磐郡瀨戶町萬富。
- 1960年（昭和35年）10月15日 - 終止貨物起卸業務。
- 1972年（昭和47年）1月5日 - 麒麟啤酒岡山工廠開始運作。同時該工場的專用線開始運行，再次開始貨物起卸業務。
- 1986年（昭和61年）11月1日 - 再次終止貨物起卸業務。麒麟啤酒專用線停用。
專用線主要運送原材料至工廠，以及從工廠運送製成品。在同年10月17日前，設有從湊川站（日语：湊川駅 (国鉄)）（晩年為神戶港站（日语：神戸港駅））前往此工廠的麥芽運送貨物列車。
- 1987年（昭和62年）4月1日 - 伴隨國鐵分割民營化，車站由西日本旅客鐵道（JR西日本）營運。
- 2007年（平成19年）
  - 1月22日 - 瀨戶町編入至岡山市，車站位於岡山縣岡山市瀨戶町萬富。
  - 6月20日 - 引入可支援ICOCA的簡易型自動閘機（日语：簡易型自動改札機）。
  - 9月1日 - 此站可以使用ICOCA。
- 2009年（平成21年）4月1日 - 岡山市實施政令指定都市，車站位於岡山市東區瀨戶町萬富。
- 2019年（令和元年）
  - 5月31日 - 當日起綠色窗口結束營運[2]。
  - 6月1日 - 當日起為整日無人車站。

## 車站構造

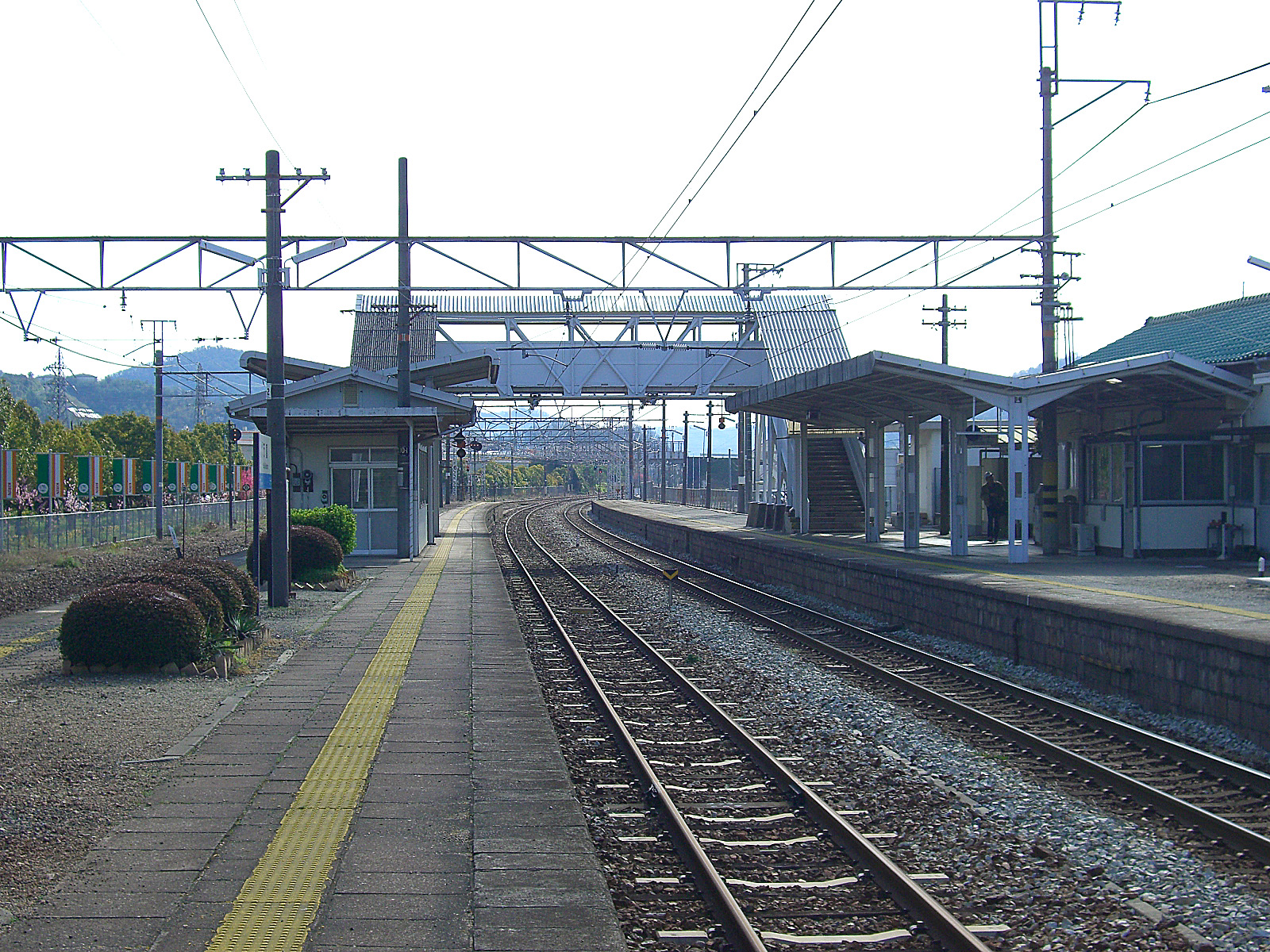
月台

車站為一座地面車站，設有1面1線的單式月台和1面2線的島式月台，共有2面3線的混合式月台。車站大樓位於1號月台單式月台側，設有跨線橋連接2、3號月台島式月台與1號月台單式月台之間。
此站為無人車站（由東岡山站管理）。此站可以使用ICOCA。

### 月台
| 月台 | 路線     | 上下行 | 方向           | 備註                            |
| ---- | -------- | ------ | -------------- | ------------------------------- |
| 1    | 山陽本線 | 上行   | 和氣、姬路方向 | 和氣、姬路方向                  |
| 2、3 | 山陽本線 | 下行   | 岡山、三原方向 | 2號月台只限從此站出發的列車使用 |

1號月台為上行本線，3號月台為下行本線，2號月台為上下行共用的待避線（中線）。在定期旅客列車中，只有早上1班列車於此站折返往岡山方向，該使用使用2號月台。上述提及特急「八雲」也會使用2號月台折返往岡山站。另外，此站與吉永站也會有貨物列車進行待避，均使用2號月台。
此站至三石站之間，沒有引入LED式列車出發資訊牌。

## 使用狀況
以下是近年1日平均乘車人次。
| 年度   | 1日平均 乘車人次 | 參考資料               |
| ------ | ---------------- | ---------------------- |
| 1997年 | 681              |                        |
| 1998年 | 691              |                        |
| 1999年 | 702              |                        |
| 2000年 | 717              |                        |
| 2001年 | 666              |                        |
| 2002年 | 699              |                        |
| 2003年 | 741              |                        |
| 2004年 | 740              |                        |
| 2005年 | 705              |                        |
| 2006年 | 710              |                        |
| 2007年 | 679              |                        |
| 2008年 | 679              |                        |
| 2009年 | 651              |                        |
| 2010年 | 645              |                        |
| 2011年 | 652              |                        |
| 2012年 | 650              |                        |
| 2013年 | 672              | [ 永久 ]               |
| 2014年 | 671              |                        |
| 2015年 | 668              |                        |
| 2016年 | 639              |                        |
| 2017年 | 635              | （页面存档备份，存于） |

## 車站周邊
- 岡山市東區分所瀨戶分所萬富服務處
- 麒麟啤酒岡山工廠
- 環球製罐（日语：ユニバーサル製缶）岡山工廠
- JA岡山東萬富分店
- 萬富郵局
- 岡山市立千種小學（日语：岡山市立千種小学校）
- 岡山市東消防署瀨戶出張所
- 岡山縣道、兵庫縣道96號岡山赤穗線（日语：岡山県道・兵庫県道96号岡山赤穂線）
- 岡山縣道179號萬富停車場弓削線（日语：岡山県道179号万富停車場弓削線）
- 萬富東大寺瓦窯蹟（日语：万富東大寺瓦窯跡）

## 相鄰車站
西日本旅客鐵道
 山陽本線
熊山－萬富－瀨戶

## 注腳
1. ↑  JTB時間表1990年3月號、1991年3月號
2. ↑   (新闻稿). 西日本旅客鐵道. 2019-05-09  [2019-05-10]. （原始内容存档于2019-05-10）.

## 外部連結
- 萬富｜車站資訊：JR出門網 - 西日本旅客鐵道